# Iszlám Állam
Az Iszlám Állam (arabul: الدولة الإسلامية ad-Dawlah al-ʾIslāmiyyah), más néven Iraki és Levantei Iszlám Állam vagy Iraki és Szíriai Iszlám Állam (angol rövidítéssel ISIL vagy ISIS) egy szunnita terrorista dzsihádista szervezet, mely a világ egyik legismertebb terrorszervezete. 2014 óta egy transznacionális szunnita lázadó csoportként működik, amely elsősorban Irak nyugati részén és Szíria keleti részén tevékenykedik. Arab nevének rövidítése után a nemzetközi sajtóban a Daesh (ejtsd kb. /dá-is/) név is elterjedt.
A szervezet önmagát kalifátusnak kikiáltva a világ minden muszlimja fölött vallási fennhatóságot követelt, és a világ muszlimok által lakott régióinak jelentős részét közvetlen politikai fennhatósága alatt kívánta egyesíteni a Levante térségből kiindulva (ez magában foglalja Jordániát, Izraelt, Palesztinát, Libanont, Ciprust és Törökország déli részét, beleértve Hatay tartományt). A csoportot hivatalosan terroristaszervezetnek minősítette az ENSZ Biztonsági Tanácsa, az Egyesült Államok, az Egyesült Királyság, Ausztrália, Kanada, Indonézia és Szaúd-Arábia, emellett a nyugati és más médiumokban is széles körben terrorista szervezetként említik. Az ISIL az iszlám vallásnak, az iszlám erkölcsi és vallási vezérelveinek radikális, szélsőséges értelmezéséről, és a saría törvényeinek radikális és önkényes alkalmazásáról ismert, ezekre hivatkozva brutális erőszakot alkalmaz, különösen az iszlám vallás síita irányzatának és a keresztény hit követői ellen. Irakban legalább 4000 harcost tudhat soraiban, akik kormányzati és katonai célpontok támadása mellett civilek ezreinek életét oltották ki. 2014-ig közeli szálak fűzték az iszlamista Al-Káidához, de februárban az Al-Káida egy nyolc hónapos hatalmi harc után minden kapcsolatot megszakított a csoporttal, jelentések szerint annak brutalitása és „notórius engedetlensége” miatt.
Az Iszlám Állam ellen indított nemzetközi összefogással megvalósult háború 2017. december hetedikén Szíriában, két nappal később pedig Irakban véget ért. 
2019. március 23-án az amerikai támogatású kurd-arab fegyveres koalíció, a Szíriai Demokratikus Erők (SDF Syrian Democratic Forces) teljes katonai győzelmet hirdetett ki az Iszlám Állam felett. 2019. október végén Donald Trump bejelentette, hogy az ISIS vezetője, „emírje”, Abu Bakr al-Bagdadi (Ibrahim Awwad Ibrahim Ali Muhammad al-Badri al-Samarrai) halott.
A szakértők azonban a hadműveletek végét követően arra számítanak, hogy maga a terrorszervezet titokban tovább működik majd, amelynek tagjai, követői további terrorcselekmények elkövetését hajthatják végre a világ több pontján.

## Elnevezései
Az idők során a szervezetnek számos neve volt:
1. A terrorcsoportot Abu Musab al-Zarqawi alapította, Jamāʻat al-Tawḥīd wa-al-Jihād, "Monoteista és dzsihádista szervezet" néven.
2. 2004 októberében, Zarqawi hűséget fogadott az Oszáma bin Ládennek, és Tanẓīm Qāʻidat al-Jihād fī Bilād al-Rāfidayn-ra változtatta a szervezet nevét. Habár a hivatalos név ez volt, a szervezet mégis Iraki Al-Káida néven vált ismertté.
3. 2006 januárjában, számos iraki felkelőcsoporttal egyesültek, létrehozva ezzel az MSC nevű ernyőszervezetet.
4. 2006. október 12-én, az MSC további szervezettel egyesült, október 13-án megalakították az ad-Dawlah al-ʻIraq al-Islāmiyah-ot, ismertebb nevén az Iraki Iszlám Államot.
5. 2013. április 8-án, Szíria felé terjeszkedve felvették az ad-Dawlah al-Islāmīyah fīl-ʻIrāq wash-Shām, azaz az Iraki és Levantei Iszlám állam nevet.
6. 2014 májusában, az Egyesült Államok az Iraki és Levantei Iszlám Állam (ISIL Islamic State of Iraq and the Levant) név használata mellett döntött. Azonban 2014 végére már inkább a DAESH (Islamic State of Iraq and ash-Sham) név használata felé hajlott, ugyanis az arab partnerországok előszeretettel használják ezt a megnevezést, maga az Iszlám Állam pedig gyűlöli.
7. 2014. június 29-én, a kalifátus kikiáltásával, az Iszlám Állam név mellett döntöttek, mivel egy világszintű kalifátus létrehozása volt a céljuk, így nevükből eltüntették Irakot és Levantét.

## Történet

### Alapítás (1999–2006)

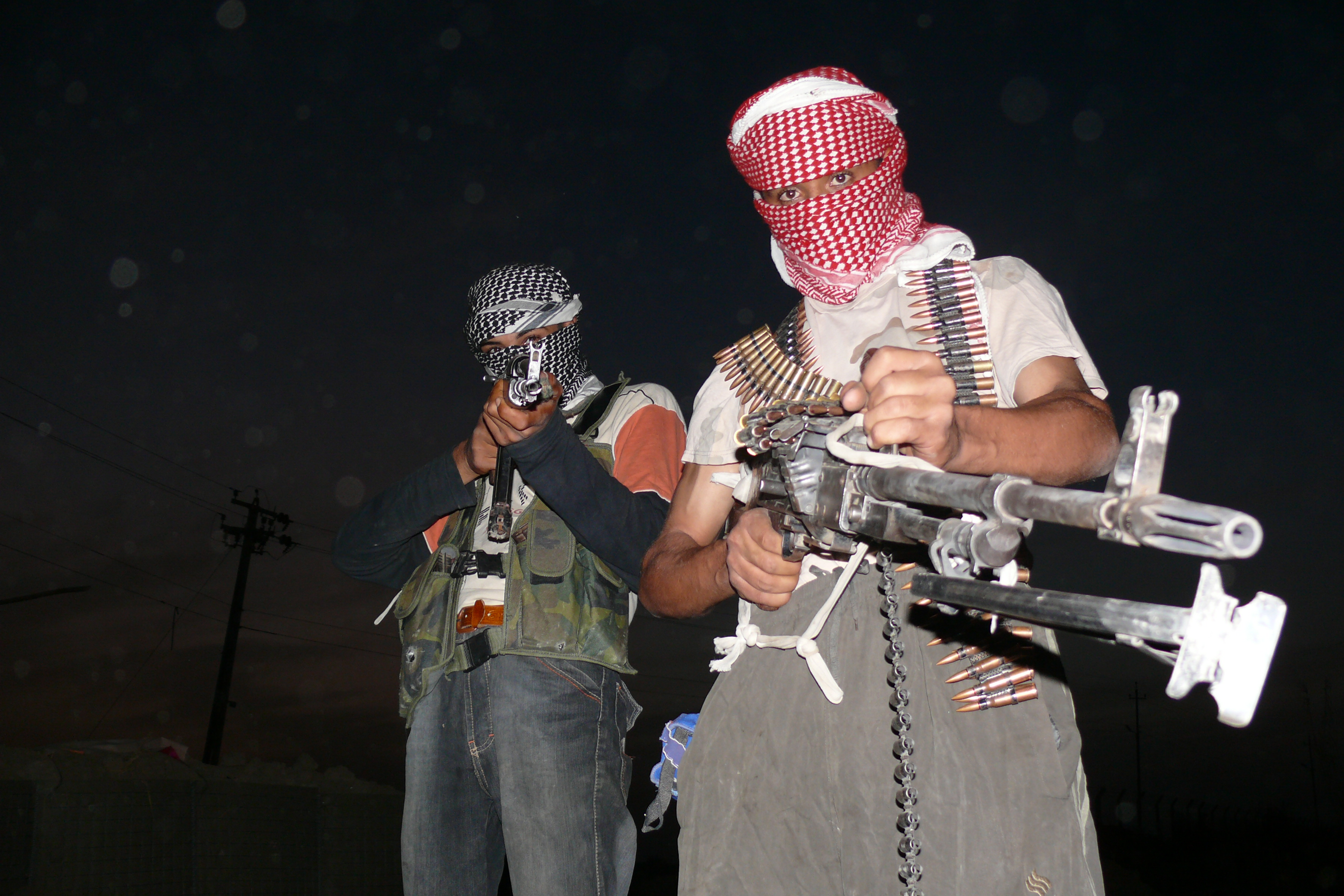
Iraki felkelők 2006-ban

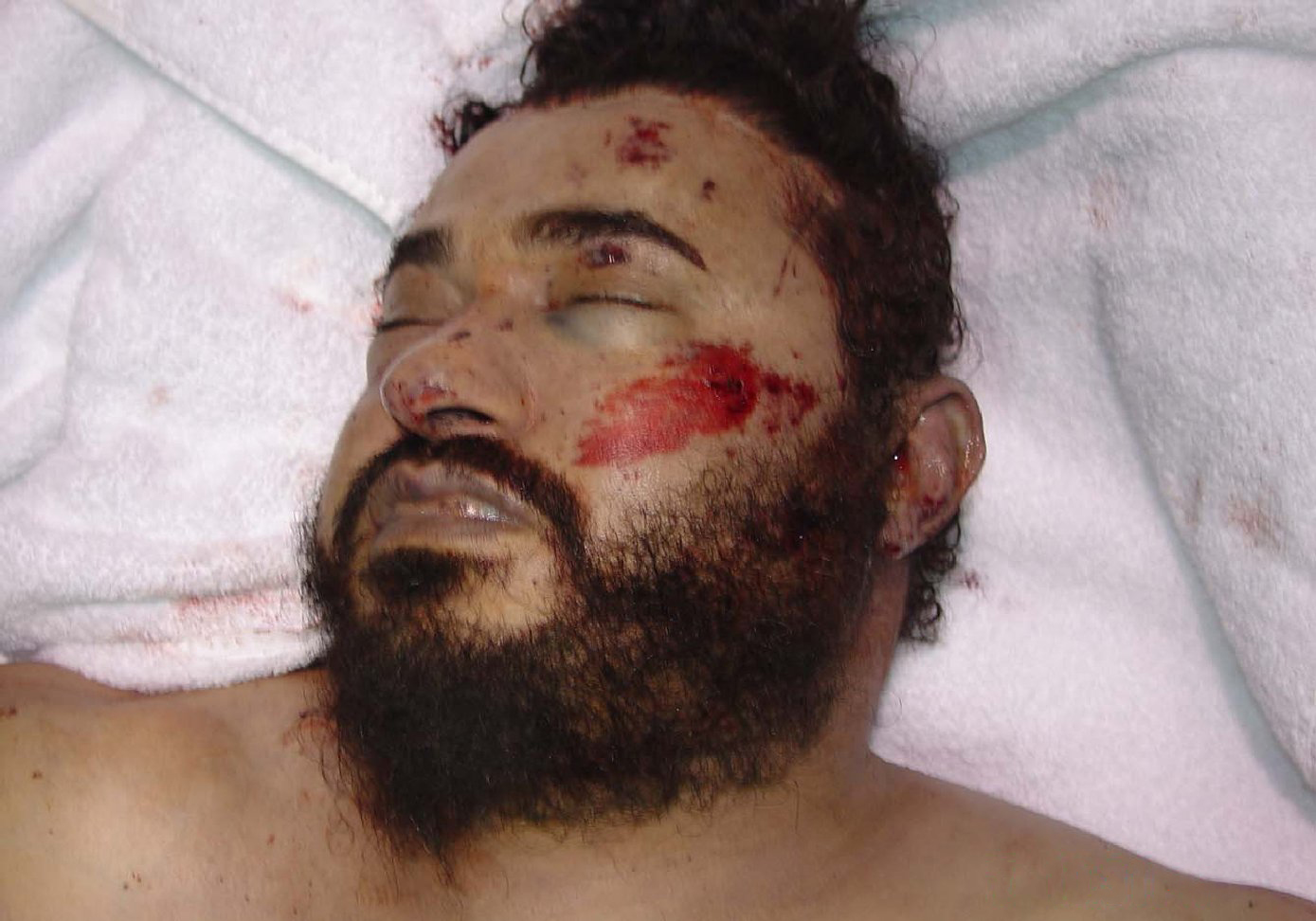
2006. június 7-én egy amerikai légicsapás során Abu Musab al-Zarqawi meghalt

2003-ban az Egyesült Államok vezetésével a nemzetközi erők lerohanták Irakot, ezután az iraki felkelés idején vált hírhedtté a jordániai Abu Musab al-Zarqawi, és terrorszervezete (Jama'at al-Tawhid wal-Jihad) főképpen öngyilkos merényletekkel, síita mecsetek, civilek és iraki kormányzati intézmények ellen. A szervezet hivatalosan is szövetségre lépett az Al-Káidával, 2004 októberében. Nevét Tanzim Qaidat al-Jihad fi Bilad al-Rafidayn-ra (ismertebb nevén: Iraki Al-Káidára [AQI]) változtatta. Továbbra is folytatódtak a merényletek, civilek, külföldi diplomaták és katonák ellen. Az Al-Káida helyettes vezetője, Ayman al-Zawahiri, 2005 júliusában, egy al-Zarqawinak címzett levélben, egy 4 lépcsős tervet vázolt fel arra, hogyan kellene kiterjeszteni az iraki háborút. A terv szerint először ki kell űzni az amerikai katonákat az országból, ki kell kiáltani a kalifátust, a felkelést ki kell terjeszteni a szomszédos világi országokra, majd meg kell küzdeni Izraellel.
2006-ban az Iraki Al-Káida csatlakozott több más iraki felkelő csoporthoz is, létrehozva ezzel az MSC nevű ernyőszervezetet. 2006. június 7-én egy amerikai légicsapás során al-Zarqawit megölték. 2006. október 12-én a szervezet több szunnita szervezettel is egyesült, megalapítva ezzel a Mutayibeen Koalíciót. Másnap kikiáltották az Iraki Iszlám Államot (Islamic State of Iraq [ISI]), emírjüknek Abu Omar al-Baghdadit választották.
A szervezetnek szoros ideológiai párhuzama van az Oroszországban 2005-ben létrejött ún. Kaukázusi Emírséggel, amely a Kaukázus északi felé elterülő orosz tagköztársaságokban (Csecsenföld, Dagesztán, Cserkeszföld, Ingusföld) tevékenykedett és iszlám fundamentalista alapon törekedett egyfajta föderációra az itteni muszlim vallású népekkel, így próbálván elszakadni Oroszországtól. A csecsen háborúkban már az 1990-es évektől közreműködtek arabok és a csecsen szeparatisták hagyományosan jó kapcsolatokat ápoltak Al-Kaidával és más terrorista szervezetekkel. Ennek a szervezetnek a harcosai később részt is vettek a szíriai és iraki polgárháborúban.

### Iraki Iszlám Állam (2006–2013)
A csoport, beleértve elődszervezeteit – az Iraki Al-Káidát (2003–2006), a Mudzsáhid Súra Tanácsot (2006) és az Iraki Iszlám Államot (2006–2013), más felkelő szervezeteket és több szunnita iraki törzset – eredeti formájában különböző szunnita felkelő csoportokból állt, illetve azok támogatását élvezte.
Az ISIL, mint szervezet erős vezetőjének, Abu Bakr al-Bagdadinak köszönhetően a szíriai polgárháborúban erősödött meg. Támogatottságát növelte az iraki szunniták gazdasági és társadalmi diszkriminálása Szaddám Huszein bukása után. A 2003–2011 közötti iraki háborúban elődszervezetei jelentős mértékben jelen voltak számos iraki tartományban, és fővárosuknak nyilvánították Baakúbát. A szíriai polgárháborúban az ISIL Szíria kormányzóságai közül Rakkában, Idlibben és Aleppóban volt erős.

### Iraki és Levantei Iszlám Állam (2014–2015)
Az ISIL eredeti célja egy kalifátus létrehozása volt Irak szunnita többségű területein. Miután belépett a szíriai polgárháborúba, igényét kiterjesztette Szíria szunnita többségű területeire is. 2014. június 29-én kikiáltották a kalifátust, Abu Bakr al-Bagdadi lett a kalifa, a csoport pedig felvette az Iszlám Állam nevet. Az Iszlám Állam kapcsolatrendszere a világban egyre szerteágazóbb és egyre szorosabb lett. A nigériai Boko Haram is hűséget esküdött a terroristáknak, akiknek már évek óta rég dédelgetett céljuk a tisztán muzulmán Nigéria megteremtése. A Boko Haram oldalán is már a kezdetektől fogva arab önkéntesek harcolnak, sőt a Boko Haram emberei közül is nem egy harcol Irakban és Szíriában, hogy tapasztalatokat gyűjtsön.

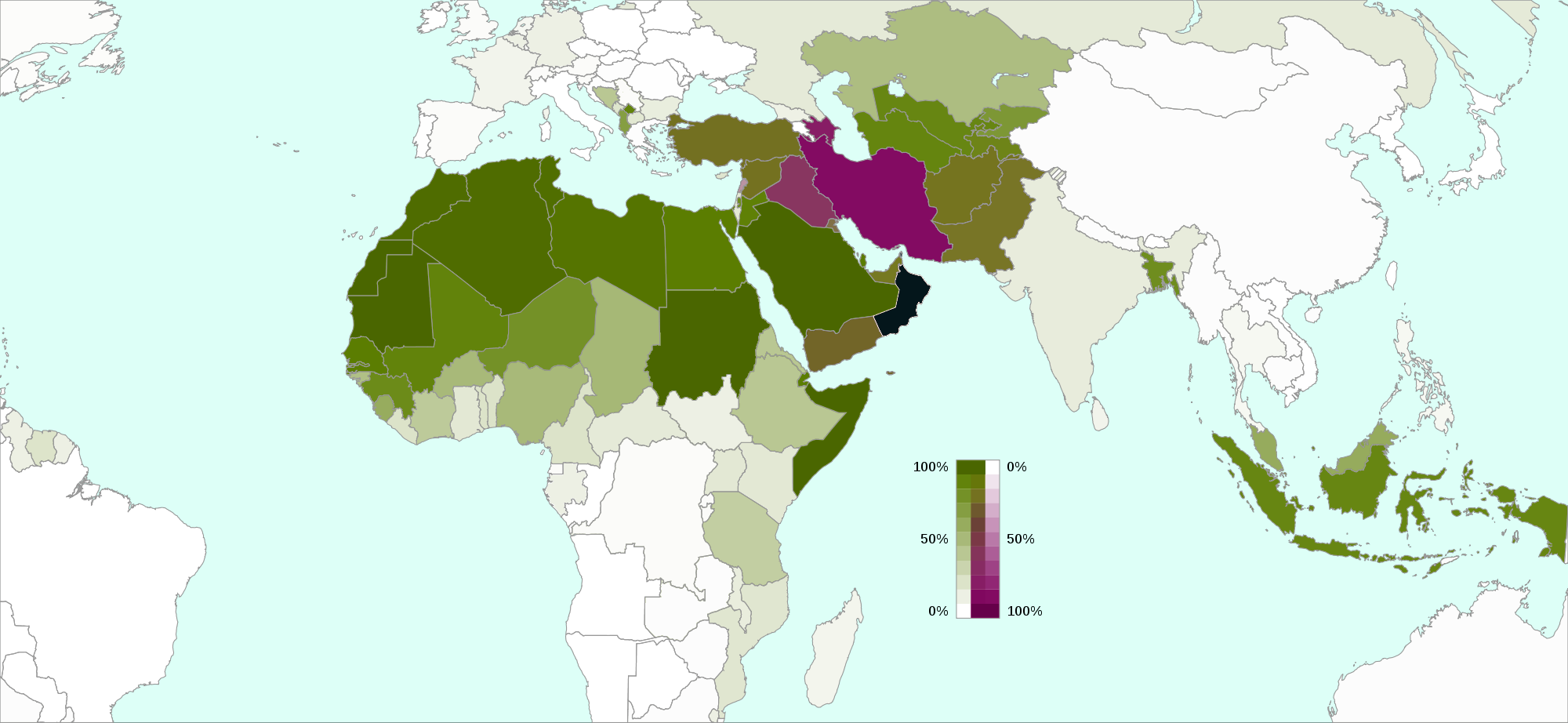
Az iszlám vallás irányzatainak elterjedése a világon. Zölddel a szunnita, bordóval a síita, míg kékkel a háridzsita irányzat többsége van jelölve.

2014-ben Moszul város elestekor, az Iszlám Állam nevű terrorszervezet kezébe került az a 77 db T-72-es harckocsi jelentős része, amit még 2004-ben Gyurcsány Ferenc miniszterelnök adományozott Iraknak. Ezek után civilek lemászárolására használták őket.

#### A terrorista önkéntesek összetétele
Az Iszlám Állam fegyveresei nagyobb részt helyi arabokat tömörítenek, de igen sok külföldi önkéntesük van, így bizonyítottan számos nyugat-európai és amerikai muzulmán csatlakozott hozzájuk, ahogy a környező közel-keleti és távolabbi muszlim országokból is csatlakoztak hozzájuk, ezenkívül afgánok, bosnyákok, csecsenek, albánok, pakisztániak is harcolnak a soraikban. Sokuk fiatal, akik otthon nem voltak képesek beilleszkedni, személyes problémáik vannak, ezért könnyen fanatizálódhatnak. Egyes tagokat, mint a bosnyákokat annak idején súlyos lelki trauma is ért, mert saját szemükkel látták szeretteik halálát, avagy szenvedését a boszniai háború idején, a muzulmánok ellen elkövetett atrocitások révén. Ebben a konfliktusban is részt vettek iszlamista arab önkéntesek.
2015 januárjának közepén, egy jemeni hivatalnok állította, hogy az ISIL-nek egy tucat tagja van Jemenben, valamint arról is tájékoztatott, hogy toborzási verseny alakult ki az Al-Káida és az ISIL toborzói között.

#### Terroristák az Európai Unióban
2015 január végén bejelentésre került, hogy az ISIL tagjai beszivárogtak az Európai Unióba úgy, hogy olyan civil menekültnek álcázták magukat, akik a háború elől emigrálnak az iraki zónából. Egy ISIL-képviselő személy azt állította hogy az ISIL sikeresen csempészett négyezer terrorista aktivistát Európába, és hogy támadást tervez Európában az ISIL ellen folytatott légicsapások megtorlásaként. Bár a szakértők úgy gondolják, hogy ez az állítás eltúlzott volt, melynek a szervezettől való félelem növelése volt a célja, de elismerik, hogy a nyugati országok tisztában vannak azzal, hogy terroristákat csempésznek Európába.

#### Az ISIL terjeszkedése

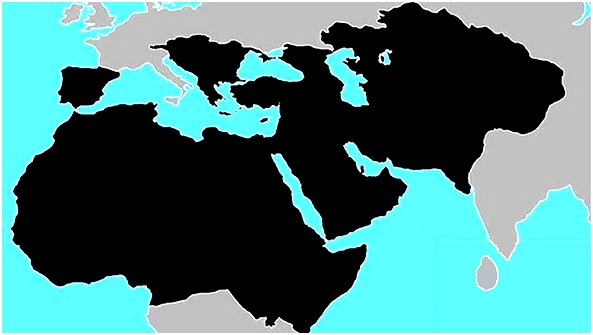
A területek, amelyeket az iszlám Állam követelt 2019-es megszűnéséig

2015 február elején ISIL militánsoknak Líbiában sikerült elfoglalniuk a líbiai Sabha nyugati részét, és később, egy területet mely magában foglalja Sirte, Nofolia, városait, valamint mindkét város déli katonai bázisait. 2015 februárjában beszámoltak arról, hogy számos Anszár as-Saría-tag szakított az Al-Kaidával majd tett hűségesküt az ISIL-nek.

#### Az ISIL visszaszorítása
2015. február 16-án Egyiptom légicsapásokat mért Líbiára, a 21 egyiptomi keresztény meggyilkolása és lefejezése miatti megtorlásként. A nap végére összesen 64 ISIL-katona halt meg a légicsapások következtében Líbiában.
2017 áprilisa és novembere között elvesztették Moszult, Rakkát és Dajr ez-Zaurt, és sivatagos részre szorultak vissza.

#### Az ISIL-hez csatlakozók növekvő létszáma
2015. március 7-én Boko Haram formálisan hűséget esküdött az ISIL-nek, ez által engedélyt adott az ISIL-szervezetnek a Nigériában hivatalos jelenlétre. 2015. március 13-án az Üzbegisztán iszlám mozgalma nevű csoport aktivistái felesküdtek az ISIL-nek; a csoport kiadott egy videót 2015 július 31-én melyben a "lelki vezetőik" is felajánlották hűségüket az ISIL-nek. 2015. március 30-án a Saría magas rangú tisztségviselői, az Anszár as-Saría tisztségviselői valamint Abdullah Al-Libi is átállt az ISIL-hez.

#### Légicsapások és terrorcselekmények
2015 júniusában, az amerikai külügyminiszter helyettes bejelentette, hogy az ISIL több mint tízezer tagot veszített, légicsapások következtében, e bejelentést megelőző kilenc hónapban. Ebben a hónapban, egyszerre három támadás történt: két szállodát támadtak meg Tunéziában, egy embert lefejeztek Franciaországban, és egy bomba felrobbant a Shia mecsetben, Kuvaitban. Az ISIS nyilatkozatban vállalta fel a felelősséget a kuvaiti és a tunéziai támadásokért. Bár Franciaországban ISIL-zászlók voltak jelen a bűncselekmény helyszínén, az ISIL nem vállalt felelősséget a franciaországi támadásért.
2015. november 13-án Franciaországban, Párizsban több helyszínen is terrortámadások történtek. A halottak száma meghaladta a 130-at. Az ISIL magára vállalta a történteket, több terrorista életét vesztette.

## Hadserege és erőforrásai

### Hadsereg
A hadsereg nagyságának felső határát 200 000 főre teszik. 2015 elején, Mary Anne Weaver újságíró becslései szerint a hadsereg fele külföldiekből áll. Egy 2014. évi novemberi ENSZ jelentés szerint 15 000 külföldi sorakozik az Iszlám Állam seregében, 80 különféle országból. Az amerikai hírszerzés 2015 februárjában már 20 000-re becsülte ezt a számot.
| A külföldi katonák száma országonként lebontva | A külföldi katonák száma országonként lebontva | A külföldi katonák száma országonként lebontva | A külföldi katonák száma országonként lebontva | A külföldi katonák száma országonként lebontva |
| ---------------------------------------------- | ---------------------------------------------- | ---------------------------------------------- | ---------------------------------------------- | ---------------------------------------------- |
| Ország                                         |                                                |                                                |                                                | fő                                             |
| Tunézia                                        | Tunézia                                        |                                                | 3000                                           | 3000                                           |
| Szaúd-Arábia                                   | Szaúd-Arábia                                   |                                                | 2500                                           | 2500                                           |
| Oroszország                                    | Oroszország                                    |                                                | 1700                                           | 1700                                           |
| Jordánia                                       | Jordánia                                       |                                                | 1500                                           | 1500                                           |
| Marokkó                                        | Marokkó                                        |                                                | 1500                                           | 1500                                           |
| Franciaország                                  | Franciaország                                  |                                                | 1200                                           | 1200                                           |
| Törökország                                    | Törökország                                    |                                                | 1000                                           | 1000                                           |
| Libanon                                        | Libanon                                        |                                                | 900                                            | 900                                            |
| Németország                                    | Németország                                    |                                                | 650                                            | 650                                            |
| Egyesült Királyság                             | Egyesült Királyság                             |                                                | 600                                            | 600                                            |
| Üzbegisztán                                    | Üzbegisztán                                    |                                                | 500                                            | 500                                            |
| Pakisztán                                      | Pakisztán                                      |                                                | 500                                            | 500                                            |
|                                                |                                                |                                                |                                                |                                                |

### Fegyverek
Főképpen zsákmányolással jutnak fegyverhez. A legtöbb fegyver még az iraki háború idejéről maradt fenn és a 2011. március 15. óta tartó szíriai polgárháborúba szállított fegyverek közül kerül ki.

## Ideológiája és vallási nézetei
Az ISIL-tagok az iszlám vallás szélsőséges értelmezésére épülő tanításokat követnek, mely támogatja a vallási erőszakot, és támogatja annak a nézetnek az érvényre juttatását, mely szerint hitetleneknek vagy hitehagyottaknak kell tekinteni azokat, akik nem értenek egyet ezekkel a nézetekkel.
Az iszlám állam ideológiai alapja a szalafita mozgalom és a szalafita dzsihádizmus, mely Cole Bunzel szerint „a szunnita iszlám egy külön ideológiai mozgalma”. A The Guardian a szervezet ideológiáját úgy definiálta, mint „egy általános nézet, mely az Al-Káida szerinti, illetve a szaúdi verziója a szalafita mozgalomnak mely az iszlám alap tanaihoz kapcsolódik”.  Az olyan szalafita dzsihadisták, mint az ISIL, abban hisznek, hogy csak egy törvényes hatóság tudja felvállalni a dzsihád vezetését, valamint, az iszlám társadalom „megtisztítása”, fontossági sorrendben elsőbbséget élvez más feladatoknál, mint például a nem muszlim országokkal kapcsolatos kérdéseknél – többek közt az ISIL úgy tekint a palesztinai szunnita csoportra, mint hitehagyottak olyan csoportjára, mely nem minősül (vallási értelemben) jogszerű hatalomnak a dzsihád vezetésére és az ellenük való küzdelem az első lépés az Izrael elleni küzdelemben.

## Támogatóik
Az ENSZ Biztonsági Tanácsának 2015-ös jelentése alapján körülbelül száz országból körülbelül huszonkétezer ember jött Szíriába és Irakba, többségük azért, hogy csatlakozhasson az Iszlám Államhoz. A jelentés felhívja a figyelmet arra, hogy Irak és Szíria a szélsőségesek paradicsoma lett. A májusi jelentés már huszonötezer emberről ír.
A szervezetet mintegy 60 másik terrorcsoport támogatja, a legfőbbek közülük:
- Bangsamoro Iszlám Szabadságharcosok
- Jemaah Islamiyah
- Anszár as-Saría (Tunézia)
- Abu Szajjáf (Fülöp-szigetek)
- MSC
- Jamaah Ansharut Tauhid

## Fordítás
- Ez a szócikk részben vagy egészben az Islamic State of Iraq and the Levant című angol Wikipédia-szócikk ezen változatának fordításán alapul.  Az eredeti cikk szerkesztőit annak laptörténete sorolja fel. Ez a jelzés csupán a megfogalmazás eredetét és a szerzői jogokat jelzi, nem szolgál a cikkben szereplő információk forrásmegjelöléseként.